# Jane Jensen
Jane Jensen (Palmerton, Pennsylvania, 28. siječnja 1963.) je dizajnerica popularnih i kritičarski hvaljenih avanturističkih igri Gabriel Knight i spisateljica romana Judgement Day(Sudnji dan) i Dante's Equation (Danteova jednadžba).
Jane Jensen je rođena pod imenom Jane Elizabeth Smith, i najmlađa je od sedam djece. Primila je Bachelor of Arts in Computer Science na Anderson Universityu u Indiani i radila je kao programer sustava kod Hewletta-Packwarda.  Njezina ljubav prema računalima i kreativnom pisanju naposljetku su je odveli u industriju računalnih igara, gdje je ustanovila svoju reputaciju s likom Gabriel Knighta. Gabriel Knight PC igre su misterija s elementima nadnaravnog u stilu avanturističkih igra, spadaju u neke od najintenzivnijih priča u igri ikad.  Sva tri Gabriel Knight naslova su osvojili mnoge nagrade u samoj industriji.
Godine 1996., Jensen je izdala svoju novelizaciju prve Gabriel Knight igre. Druga Gabriel Knight novelizacija je slijedila 1998. Svoj prvi neadaptirani roman izdala je 1999., Millennium Rising (kasnije prenaslovljena u Judgment Day). Njezina druga knjiga, Dante's Equation je izdana 2003. Dante's Equation je nominarana za Philip K. Dick Award. 

## Vanjske poveznice
- Službena stranica Jane Jensen